# Хърватска пролет
Хърватската пролет (на хърватски: Hrvatsko proljeće) е название на политическо движение, възникнало в края на 60-те и началото на 70-те години на 20 век в Социалистическа република Хърватия. Целта на движението е запазване на хърватската национална идентичност в рамките на Титова Югославия и постигане на повече автономия за Хърватия. Настоява се за признаване на отделен хърватски език и култура, а не за общ сърбохърватски език, като първия е трябвало да получи официален статут и в Югославската армия.
Движението възниква в средите на хърватските интелектуалци и е силно подкрепено от студентството. Хърватската комунистическа партия също не остава настрани, като иска по-голяма финансова и политическа децентрализация в рамките на Югославия. Отправени са искания и за предоставяне на несуверенно членство на СР Хърватия в ООН, по подобие на тези на Украинска ССР и  Беларуска ССР.
Тогавашното югославско правителство разглежда хърватската пролет като един вид възраждане на хърватския фашизъм от времето на Втората световна война. Движението е наречено от официалните белградски среди „националистическа контрареволюция“. Много от студентите, участвали в демонстрациите в подкрепа на това движение, са арестувани през 1971 г. и осъдени на дългогодишен затвор. Ръководството на Съюза на комунистите на Хърватия е сменено, а доста интелектуалци са уволнени.